# Адміністративний округ Брюссель-Столиця
Адміністративний округ Брюссель-Столиця (нід. Arrondissement Brussel-Hoofdstad; фр. Arrondissement de Bruxelles-Capitale; нім. Verwaltungsbezirk Brüssel-Hauptstadt)) — єдиний адміністративний округ Брюссельського столичного регіону, столиця — Брюссель. До складу адміністративного округу входять 19 комун. Єдиний в Бельгії адміністративний округ, який не є частиною провінції. В окрузі дві офіційні мови: французька та нідерландська.

## Географія
Округ розташований у центральній частині Бельгії та займає усю територію Брюссельського столичного регіону.

## Клімат
| Кліматограма Адміністративного округу Брюссель-Столиця                                                               | Кліматограма Адміністративного округу Брюссель-Столиця | Кліматограма Адміністративного округу Брюссель-Столиця | Кліматограма Адміністративного округу Брюссель-Столиця | Кліматограма Адміністративного округу Брюссель-Столиця | Кліматограма Адміністративного округу Брюссель-Столиця | Кліматограма Адміністративного округу Брюссель-Столиця | Кліматограма Адміністративного округу Брюссель-Столиця | Кліматограма Адміністративного округу Брюссель-Столиця | Кліматограма Адміністративного округу Брюссель-Столиця | Кліматограма Адміністративного округу Брюссель-Столиця | Кліматограма Адміністративного округу Брюссель-Столиця |
| --- | ------------------------------------------------------ | ------------------------------------------------------ | ------------------------------------------------------ | ------------------------------------------------------ | ------------------------------------------------------ | ------------------------------------------------------ | ------------------------------------------------------ | ------------------------------------------------------ | ------------------------------------------------------ | ------------------------------------------------------ | ------------------------------------------------------ |
| С | Л                                                      | Б                                                      | К                                                      | Т                                                      | Ч                                                      | Л                                                      | С                                                      | В                                                      | Ж                                                      | Л                                                      | Г                                                      |
| 0 1 −3 | 0 5 −2                                                 | 0 9 2                                                  | 0 15 5                                                 | 0 20 10                                                | 0 21 11                                                | 0 22 14                                                | 0 22 14                                                | 0 18 9                                                 | 0 12 7                                                 | 0 6 1                                                  | 0 1 −3                                                 |
| Середня макс. і мін. температури повітря (°C) Атмосферні опади (мм), Джерело: NASA Earth Observations Data Set Index |                                                        |                                                        |                                                        |                                                        |                                                        |                                                        |                                                        |                                                        |                                                        |                                                        |                                                        |

## Історія
Округ був вперше створений у 1800 році, як один з трьох округі французького департаменту Діль. У 1963 році, при встановленні мовного кордону, округ був розділений на три частини: адміністративний округ Брюссель-Столиця, в який увійшли 19 комун Брюсселя, адміністративний округ Галле-Вілворде та адміністративний округ Брюссель-Периферія. Останній у 1971 році був розформований і комуни, що входили в нього, стали частиною округу Галле-Вілворде.

## Адміністративний устрій
Округ поділяється на 19 комун:
| #  | Назва                                     | Назва (фр.)           | Назва (нід.)           | Населення (1 січня 2020) | Площа (км²) | Мапа |
| -- | ----------------------------------------- | --------------------- | ---------------------- | ------------------------ | ----------- | ---- |
| 1  | Андерлехт                                 | Anderlecht            | Anderlecht             | 120 887                  | 17,74       |      |
| 2  | Одерґем / Аудерґем                        | Auderghem             | Oudergem               | 34 404                   | 9,03        |      |
| 3  | Беркем-Сент-Аґат / Сінт-Аґата-Берхем      | Berchem-Sainte-Agathe | Sint-Agatha-Berchem    | 25 502                   | 2,95        |      |
| 4  | Брюссель / Брюсел                         | Ville de Bruxelles    | Stad Brussel           | 185 103                  | 32,61       |      |
| 5  | Еттербек                                  | Etterbeek             | Etterbeek              | 48 473                   | 3,15        |      |
| 6  | Евер / Евере                              | Evere                 | Evere                  | 42 656                   | 5,02        |      |
| 7  | Форе / Ворст                              | Forest                | Vorst                  | 56 581                   | 6,25        |      |
| 8  | Ґансгорен                                 | Ganshoren             | Ganshoren              | 25 234                   | 2,46        |      |
| 9  | Іксель / Елсене                           | Ixelles               | Elsene                 | 87 632                   | 6,34        |      |
| 10 | Жет / Єте                                 | Jette                 | Jette                  | 52 728                   | 5,04        |      |
| 11 | Кукельберґ                                | Koekelberg            | Koekelberg             | 21 959                   | 1,17        |      |
| 12 | Моленбек-Сен-Жан / Сін-Янс-Моленбек       | Molenbeek-Saint-Jean  | Sint-Jans-Molenbeek    | 97 979                   | 5,89        |      |
| 13 | Сен-Жіль / Сінт-Ґіліс                     | Saint-Gilles          | Sint-Gillis            | 49 678                   | 2,52        |      |
| 14 | Сен-Жосс-тен-Ноде / Сінт-Йост-тен-Ноде    | Saint-Josse-ten-Noode | Sint-Joost-ten-Node    | 27 497                   | 1,14        |      |
| 15 | Схарбек                                   | Schaerbeek            | Schaarbeek             | 132 799                  | 8,14        |      |
| 16 | Уккел                                     | Uccle                 | Ukkele                 | 83 980                   | 22,91       |      |
| 17 | Ватермаль-Буафор / Ватермал-Босфорде      | Watermael-Boitsfort   | Watermaal-Bosvoorde    | 25 332                   | 12,93       |      |
| 18 | Волюве-Сен-Ламбер / Сінт-Ламбрехтс-Волюве | Woluwe-Saint-Lambert  | Sint-Lambrechts-Woluwe | 57 712                   | 7,22        |      |
| 19 | Волюве-Сен-П'єр / Сінт-Пітерс-Волюве      | Woluwe-Saint-Pierre   | Sint-Pieters-Woluwe    | 42 119                   | 8,85        |      |

## Населення
Наступний графік показує зміну населення округу (в тисячах мешканців). Населення, на 2021 рік, становить 1 219 970 осіб.